# Исабеков, Данабек Ержанович
Данабек Ержанович Исабеков (каз. Исабеков Данабек Ержанұлы, род. 27 июня 1983, Джизакская область) — казахстанский государственный деятель, член Комитета по законодательству и судебно-правовой реформе Мажилиса Парламента Республики Казахстан VIII созыва.

## Биография

### Образование
- 2004 год — Казахская государственная юридическая академия, специальность «юрист»;
- 2008 год — Южно-Казахстанский Государственный университет им. М. Ауезова, специальность «финансы»;
- 2016 год — Региональный социально-инновационный университет, специальность «юриспруденция»;
- 2020 год — Южно-Казахстанский Государственный университет им. М. Ауезова, специальность «землеустройство».

### Трудовая деятельность
Трудовую деятельность начал осуществлять в 2004 году, стал работать ведущим юристом в Департаменте казначейства города Шымкент. С 2006 по 2007 годы работал оператором, архивистом налогового комитета по городу Шымкент. В 2007 году назначен директором ТОО «MAD LTD и К» города Шымкент.
С 2009 по 2014 годы трудился в должности заместителя директора «Центра обслуживания населения» Шымкентского городского ЮКОФРМК. В 2014 году занял должность заместителя директора РГКП «Центр Недвижимости по Жамбылской области».
С 2014 по 2015 годы трудился директором РГКП" Центр по недвижимости по ЮКО Комитета регистрационной службы и оказания правовой помощи Министерства юстиции РК". С 2015 по 2016 годы был директором филиала РГП на праве хозяйственного ведения «Центр недвижимости» министерства юстиции РК по ЮКО. В 2016 году назначен директором Департамента" Центр недвижимости" филиала НАО «Государственная корпорация» Правительство для граждан « по ЮКО.
С 2016 по 2018 годы осуществлял трудовую деятельность в должности директора Департамента земельного кадастра и технического обследования недвижимости филиала НАО» Государственная корпорация" Правительство для граждан" по ЮКО.
С 2018 по 2019 годы — заместитель директора филиала по ЮКО НАО" Государственная корпорация" Правительство для граждан".
С 2019 года работал директором филиала НАО «Государственная корпорация» Правительство для граждан" по городу Шымкент.

## Выборные должности
С января 2020 года по 19 января 2023 года являлся депутатом маслихата города Шымкент седьмого созыва, был председателем постоянной комиссии по законности, правопорядку и местному самоуправлению.
С 28 марта 2023 года является депутатом Мажилиса Парламента Республики Казахстан VIII созыва. Избран по избирательному округу № 6 (город Шымкент), выдвинут партией «Аманат». В Парламенте работает в должности члена Комитета по законодательству и судебно-правовой реформе.

## Награды
Награждён благодарственными письмами и почетными грамотами Президента Республики Казахстан, акима города Шымкент, Южно-Казахстанского областного маслихата и партии «AMANAT».

## Семья
Женат, воспитывает пятерых детей.